# 真珠漬
真珠漬（しんじゅづけ）は、アコヤガイ(真珠貝)の貝柱の漬物。真珠の副産物である。

## 概要
三重県の鳥羽は人口養殖真珠発祥の地であり、湾の中には養殖のための筏が広がっている。この真珠を生産するために、アコヤガイから真珠を採った後、残った貝柱を粕漬にしたものが真珠漬である。真珠漬は、伊勢名物として特産となっている。海産物の粕漬には、他にも佐賀県の松浦漬や有明漬が知られる。
- 三重県・真珠漬本舗の真珠漬は、真珠の養殖に使われるアコヤガイの貝柱を、絹ごしの酒粕で1年寝かせて作られる。アコヤガイから真珠を採集した後に、副産物として残った貝柱を利用して誕生した。
- 三重県の伊勢志摩地方と和歌山県の南紀地方の土産物店で販売されている。